# RÚV (canal de televisión)
RÚV es el canal de televisión pública de Islandia, controlado por la radiodifusora pública Ríkisútvarpið. Tiene una programación generalista compuesta por informativos, entretenimiento, ficción y documentales.

## Historia
La televisión pública de Islandia comenzó sus emisiones el 30 de septiembre de 1966 bajo el nombre Sjónvarpið, que en islandés significa «Televisión». En sus primeros años el servicio estaba restringido a los miércoles y los viernes, y con el paso del tiempo aumentó la emisión al resto de la semana excepto los jueves por razones técnicas. Además, tampoco se emitían programas en el mes de julio porque cerraban por vacaciones.
En 1973 comenzaron las emisiones de televisión en color, que se estandarizaron en toda la programación en 1976. Dada la condición geográfica de Islandia, el mayor adelanto fue la implantación de la televisión por satélite a partir de 1982, que les permitió transmitir en directo programas del resto de Europa a través de las redes de Eurovisión y Nordvision. En 1983, la televisión pasó a emitir todos los meses del año.
Con la llegada de la televisión privada el 1 de octubre de 1987, Sjónvarpið empezó a emitir durante todos los días de la semana. En 1991 se implementó el servicio de teletexto Textavarp. Hasta mediados de los años 1990, la televisión pública emitía una media de siete horas diarias, desde las 17:00 hasta la medianoche, con excepciones ligadas a acontecimientos especiales, boletines y alertas meteorológicas. A partir de la década del 2000, la programación abarca desde las 6:00 hasta la medianoche.
El 31 de marzo de 2011, la radiodifusora pública adoptó una nueva imagen corporativa en torno al logotipo de la televisión, que pasó a llamarse RÚV.

## Programación
RÚV tiene una programación generalista y de servicio público compuesta por informativos, entretenimiento, ficción y documentales. Algunos de sus programas han sido emitidos a nivel internacional, tales como la serie infantil LazyTown, la comedia The Minister y el thriller Atrapados